# DR 137 000 … 135
Die Triebwagen 137 000–024, 036–054 und 121–135 gehören zu einer Triebwagenbaureihe, die ursprünglich mit 129 kW Leistung für die Deutsche Reichsbahn-Gesellschaft als Leichtbau-Triebwagen mit mechanischem Getriebe gebaut wurden.

## Geschichte

### Reichsbahn-Zeit
Prinzipiell hatten sich die DR 853 … 871 (vierachsige Dieseltriebwagen schwerer Bauart) im damaligen Betriebsdienst gut bewährt. Um einen Betrieb mit 80 km/h auf Hauptbahnen durchführen zu können, erhielt die Firma Waggon- und Maschinenbau den Auftrag zum Überarbeiten des Fahrzeugteils der schweren Triebwagen. Unter Ausschöpfung aller Möglichkeiten des Leichtbaues bei Wahrung des Wismar-Maybach-Antriebskonzeptes entstand 1932 ein Fahrzeug mit einer spezifischen Antriebsleistung von 3,6 kW/t, einer erheblichen Verbesserung gegenüber den DR 853 ... 871. Neben den Triebwagen entstanden 25 dem Grundriss angepasste vierachsige Beiwagen in der gleichen Ausführung, die als VB 147 004 bis VB 147 028 eingereiht wurden. Diese Fahrzeugkomposition bestimmte in den 1930er Jahren das Bild der modernen Reichsbahn auf Nebenstrecken. Die ersten 1932 gelieferten Fahrzeuge wurden noch mit der alten Triebwagenbezeichnung 862 bis 864 und 875 bis 876 geliefert. Erst Oktober 1932 wurden sie in die neue Bezeichnung ab 137 000 eingereiht.
Die Fahrzeuge wurden in mehreren Losen bis in das Jahr 1935 von mehreren Firmen hergestellt. Die Triebwagen ab 137 036 wurden noch einmal neu und leichter konstruiert, das Antriebsgestell auf 3.800 mm verlängert. Auf Grundlage des Eva-Maybach-Konzeptes liefen sie mit dem mechanischen Getriebe T2 von Maybach-Motorenbau. Dies ist ein Fahrzeuggetriebe mit fünf Gängen. Bei Stillstand war der Dieselmotor abgeschaltet. Das Starten des Motors geschah mit Druckluft bei eingelegtem ersten Gang, der Triebwagen fuhr also beim Starten des Motors an. Später wurde das Konzept verbessert, indem der Motor bei Stillstand gestartet und mittels einer Reibkupplung die Gänge gekuppelt werden konnten. Die einzelnen Gänge waren mit einem Fliehkraftregler gegen Übertouren gesichert; bei Überschreiten einer kritischen Geschwindigkeit wurde automatisch der Gang ausgekuppelt.
Der Antrieb erfolgte auf eine Blindwelle, mittels Kuppelstangen wurden die zwei Achsen des Triebgestells angetrieben. Das Laufdrehgestell entsprach der Bauart Görlitz IV leicht, es war noch genietet. Der geschweißte Wagenkasten war in Spantenbauweise erstellt, die Seitenwände wurden zum Tragen herangezogen. Die Seitenwände waren an den Einstiegen eingezogen, die Kopfform abgerundet.
Nach der Abnahme der Fahrzeuge wurden sie bei vielen Reichsbahndirektionen im Personenzugbetrieb eingesetzt, wo sie sich recht gut bewährten. Beim Dieselmotor ergaben sich damals noch mehrere Probleme, z. B. schwankte die ausbaufreie Leistung des Motors zwischen 2.000 km und 166.000 km. Mit Kriegsbeginn wurden die Fahrzeuge zunächst stillgelegt. Viele Triebwagen wurden als Wehrmachtsfahrzeuge wieder hergerichtet. Den Krieg überstanden nur wenige Fahrzeuge.

### Nachkriegsära

#### Deutsche Bundesbahn
Die Deutsche Bundesbahn übernahm aus der ersten Lieferserie die 137 021 und 137 008, zunächst als VT 65 916 und VT 65 917, später als VT 62 905 und VT 62 906 und setzte sie auf verschiedenen Nebenbahnen ein.
Von den Triebwagen mit 155 kW-Anlage hat die DB nur den 137 127 als VT 62 902 übernommen und umgezeichnet. Bald wurden alle drei in Bremen zusammengezogen. Ab 1952 wurden sie von Braunschweig aus eingesetzt. Zu den Triebwagen gab es in Braunschweig drei VB 147, die ebenfalls aus Bremen stammten. Bis 1958 kam das Ende für alle drei Triebwagen beim Bw Braunschweig Hbf. Die Beiwagen wurden bis 1962 zusammen mit anderen Triebwagen eingesetzt.

#### Deutsche Reichsbahn

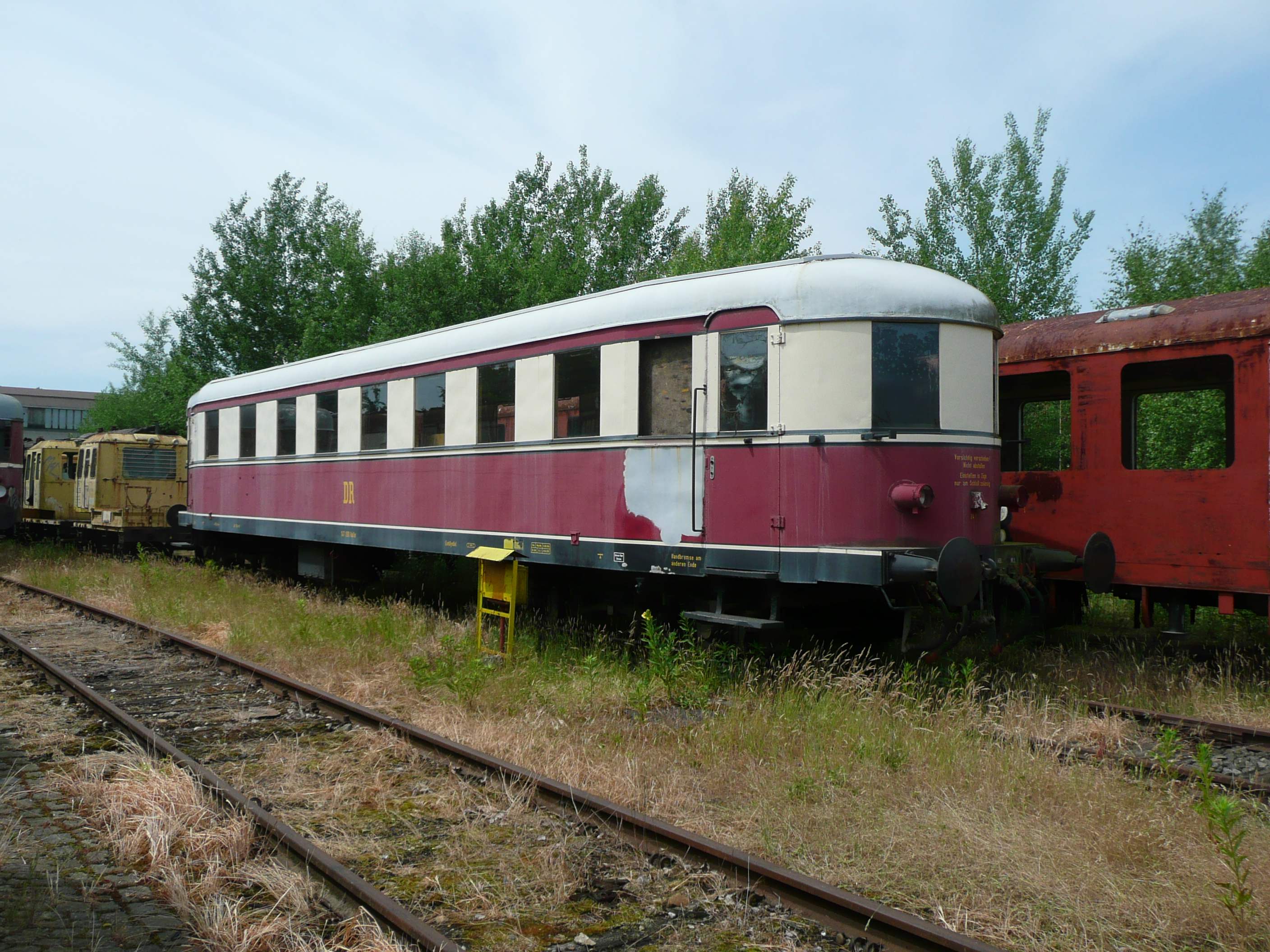
Erhaltener Beiwagen mit der Inventarnummer 147 080 im Jahr 2018 im Triebwagenmuseum Dessau

Bei der Deutschen Reichsbahn blieben aus der ersten Serie die 137 005–007, 012 und 013, aus der zweiten Serie 137 044, 122, 132, von diesen wurden nur die letzteren beiden wieder hergerichtet. Sie waren, wie schon vor dem Krieg, im Bw Dresden-Pieschen und der Rbd Cottbus beheimatet. Nennenswert sind die Einsätze im Nebenbahndienst auf der Mandautalbahn, wo die VT 137 005 und 007 bis 1961 Dienst taten und dann ausgemustert wurden. Ein Beiwagen hat sich bis in die heutige Zeit herüberretten können und steht heute im Triebwagenmuseum Dessau.

#### Norwegische Staatsbahn
Die fünf Triebwagen 137 041, 123, 124, 134 und 135 kamen während des Zweiten Weltkrieges nach Norwegen. Nach Kriegsende verblieben sie dort und wurden 1945 unter der Baureihe Cmdo type 8a, Nummer 18290 bis 294 von Norges Statsbaner übernommen. 1946 erfolgte die Einteilung in die Baureihe Cmdo type 9a, am 17. Dezember 1953 wurden die ehemaligen Triebwagen 041, 123 und 135 ausgemustert. 1956 folgte der ehemalige 137 124 und der ehemalige Wagen 134 wurde 1958 außer Betrieb genommen.
Ein Fahrzeug der dieselmechanischen Triebwagen mit 155 kW Leistung ist nicht erhalten geblieben. Sie stellten einen wertvollen Entwicklungsschritt für die Entwicklung von dieselmechanischen Triebwagen mit Getriebeautomatik dar. Fraglich ist, ob ein Antriebskopf eines vierachsigen Dieseltriebwagens mit mechanischer Kraftübertragung noch 1970 für die Ausstellung im Verkehrsmuseum Dresden vorgesehen gewesen war, wozu es aber nicht gekommen ist. Es ist unklar, ob es sich bei diesem Antriebskopf um einen Triebwagen der Reihe DR 137 000 … 135 oder um den 856 handelte, der noch bis 1960 in Bitterfeld lief.